# Jesús Merchán
Jesús Delfín Merchán Herrera (26 de marzo de 1981, Maracay, Venezuela), Es un jugador de béisbol profesional que actualmente juega con los Navegantes del Magallanes en la LVBP y en la organización de Cleveland Indians.
Merchán ha desempeñado en el béisbol de ligas menores desde el año 2000. Ha pasado pertenecido a los Diamondbacks de Arizona, Indios de Cleveland, Minnesota Twins, Filis de Filadelfia, y Marineros de Seattle.